# Ферв'ю-Парк (Огайо)
Ферв'ю-Парк (англ. Fairview Park) — місто (англ. city) в США, в окрузі Каягога штату Огайо. Населення — 17 291 особа (2020).

## Географія
Ферв'ю-Парк розташований за координатами 41°26′31″ пн. ш. 81°51′11″ зх. д. / 41.44194° пн. ш. 81.85306° зх. д. (41.441963, -81.852992).  За даними Бюро перепису населення США в 2010 році місто мало площу 12,12 км², уся площа — суходіл.

## Демографія
Згідно з переписом 2010 року, у місті мешкало 16 826 осіб у 7564 домогосподарствах у складі 4461 родини. Густота населення становила 1389 осіб/км².  Було 8109 помешкань (669/км²).
Расовий склад населення:
| - 94,4 % — білих - 1,8 % — чорних або афроамериканців - 1,6 % — азіатів - 0,1 % — корінних американців |

До двох чи більше рас належало 1,2 %. Частка іспаномовних становила 3,3 % від усіх жителів.
За віковим діапазоном населення розподілялося таким чином: 21,1 % — особи молодші 18 років, 62,1 % — особи у віці 18—64 років, 16,8 % — особи у віці 65 років та старші. Медіана віку мешканця становила 42,3 року. На 100 осіб жіночої статі у місті припадало 92,1 чоловіків;  на 100 жінок у віці від 18 років та старших — 89,5 чоловіків також старших 18 років.
Середній дохід на одне домашнє господарство  становив 71 147 доларів США (медіана — 54 134), а середній дохід на одну сім'ю — 90 160 доларів (медіана — 73 277). Медіана доходів становила 53 936 доларів для чоловіків та 44 369 доларів для жінок. За межею бідності перебувало 9,2 % осіб, у тому числі 9,9 % дітей у віці до 18 років та 7,8 % осіб у віці 65 років та старших.
Цивільне працевлаштоване населення становило 8558 осіб. Основні галузі зайнятості: освіта, охорона здоров'я та соціальна допомога — 24,4 %, виробництво — 12,5 %, науковці, спеціалісти, менеджери — 12,1 %.